# Terence Scerri
Terence Scerri (* 3. April 1984 in Senglea) ist ein maltesischer Fußballspieler.
Terence lernte das Fußballspielen beim unterklassigen Verein St. George’s FC in Cospicua. Von dort wechselte er im Sommer 2000 zum Maltese-Premier-League-Verein Hibernians Paola, wo er sich zu einem treffsicheren Spieler entwickelte. Im Schnitt alle zwei Spiele ein Tor ist auch für die maltesische Liga ein sehr guter Schnitt. Nach der Gewinn der Meisterschaft 2008/09 mit dem Verein wechselte er im Sommer 2009 zum Ligakonkurrenten FC Valletta. Dort gelang ihm in der neuen Saison gleich im ersten Spiel ein Doppelpack. In der Saison 2008/09 wurde er zum ersten Mal Topscorer in der Maltese Premier League. In der Saison 2011/12 kam er kaum noch zum Einsatz und schloss sich nach Saisonende den Ħamrun Spartans an. Nach dem Abstieg 2013 heuerte er bei den Naxxar Lions an. Im Sommer 2014 wechselte er zu den Senglea Athletics in die Second Division und stieg mit seiner Mannschaft in die First Division auf. In der Saison 2016/17 wurde er an Kalkara FC  in die Third Division ausgeliehen. Er kehrte im Sommer 2017 zu den Senglea Athletics zurück, die mittlerweile in der Premier League spielten, kam dort aber nicht zum Einsatz. Mitte 2018 verpflichtete ihn der FC Żurrieq. Seit Sommer 2019 spielte er für den FC Marsa.
Für die Nationalmannschaft kam er zwischen 2006 und 2009 zu insgesamt 17 Einsätzen, wobei er einmal traf.